# Micoureus constantiae
Micoureus constantiae eller Marmosa constantiae är en pungdjursart som först beskrevs av Oldfield Thomas 1904. Micoureus constantiae ingår i släktet Micoureus och familjen pungråttor. Inga underarter finns listade.
Arten blir med svans 330 till 400 mm lång, svanslängden är 140 till 180 mm och vikten ligger vid 90 g. Bakfötterna är 21 till 27 mm långa och öronen 23 till 31 mm stora. Pälsen har på ovansidan en grå till gråbrun färg och vissa ställen kan ha en orange skugga. På undersidan förekommer krämvit till gulaktig päls. Svansen har främst en grå färg med undantag av ett kort vitt avsnitt på spetsen. Det vita avsnittet är längre på undersidan.
Pungdjuret förekommer i Bolivia och angränsande delar av Brasilien samt söderut till norra Argentina. Arten vistas där i fuktiga skogar. Den är aktiv på natten och klättrar i växtligheten eller går på marken.